# Jean-Sébastien Bonvoisin
Jean-Sébastien Bonvoisin (Berck, 2 de diciembre de 1985) es un deportista francés que compitió en judo. Ganó una medalla de bronce en el Campeonato Europeo de Judo de 2013, en la categoría de +100 kg.

## Palmarés internacional
| Campeonato Europeo | Campeonato Europeo | Campeonato Europeo | Campeonato Europeo |
| Año                | Lugar              | Medalla            | Categoría          |
| ------------------ | ------------------ | ------------------ | ------------------ |
| 2013               | Budapest (Hungría) | Medalla de bronce  | +100 kg            |